# Chriolepis lepidota
Chriolepis lepidota är en fiskart som beskrevs av Findley, 1975. Chriolepis lepidota ingår i släktet Chriolepis och familjen smörbultsfiskar. IUCN kategoriserar arten globalt som sårbar. Inga underarter finns listade i Catalogue of Life.